# Burchardia
Burchardia là một chi thực vật có hoa trong họ Colchicaceae, đặc hữu Australia. Chi này được đặt tên theo Johann Heinrich Burkhardt, một nhà thực vật học người Đức.

## Các loài
- Burchardia bairdiae Keighery, 1987 - Tây Australia.
- Burchardia congesta Lindl., 1840 - Tây Australia.
- Burchardia monantha Domin, 1912 - Tây Australia.
- Burchardia multiflora Lindl., 1840 - Tây Australia.
- Burchardia rosea Keighery, 1987 - Tây Australia.
- Burchardia umbellata  R.Br., 1810 - Tasmania, Nam Australia, Victoria, New South Wales, Queensland.

## Hình ảnh

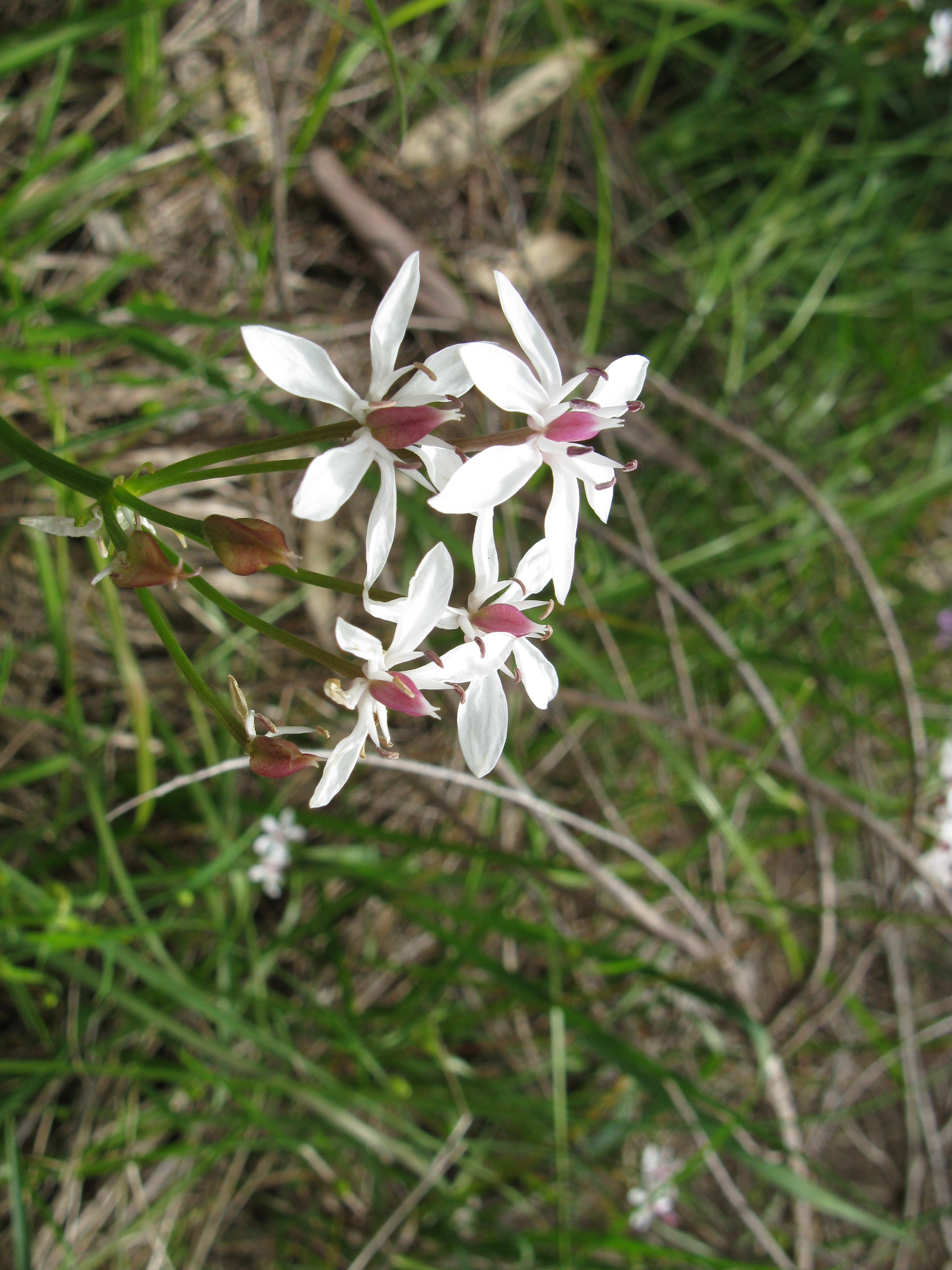
Burchardia umbellata
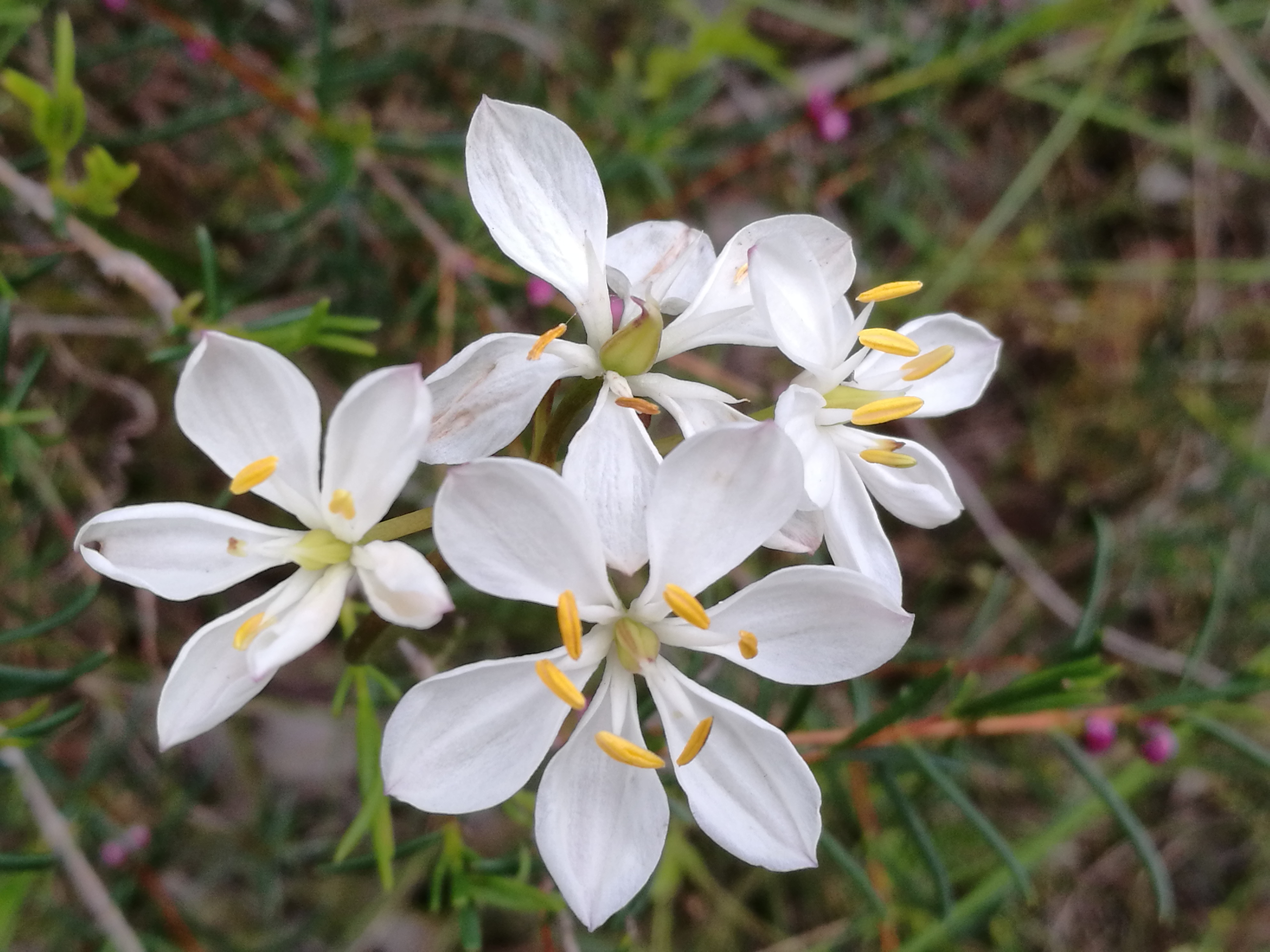
Burchardia congesta
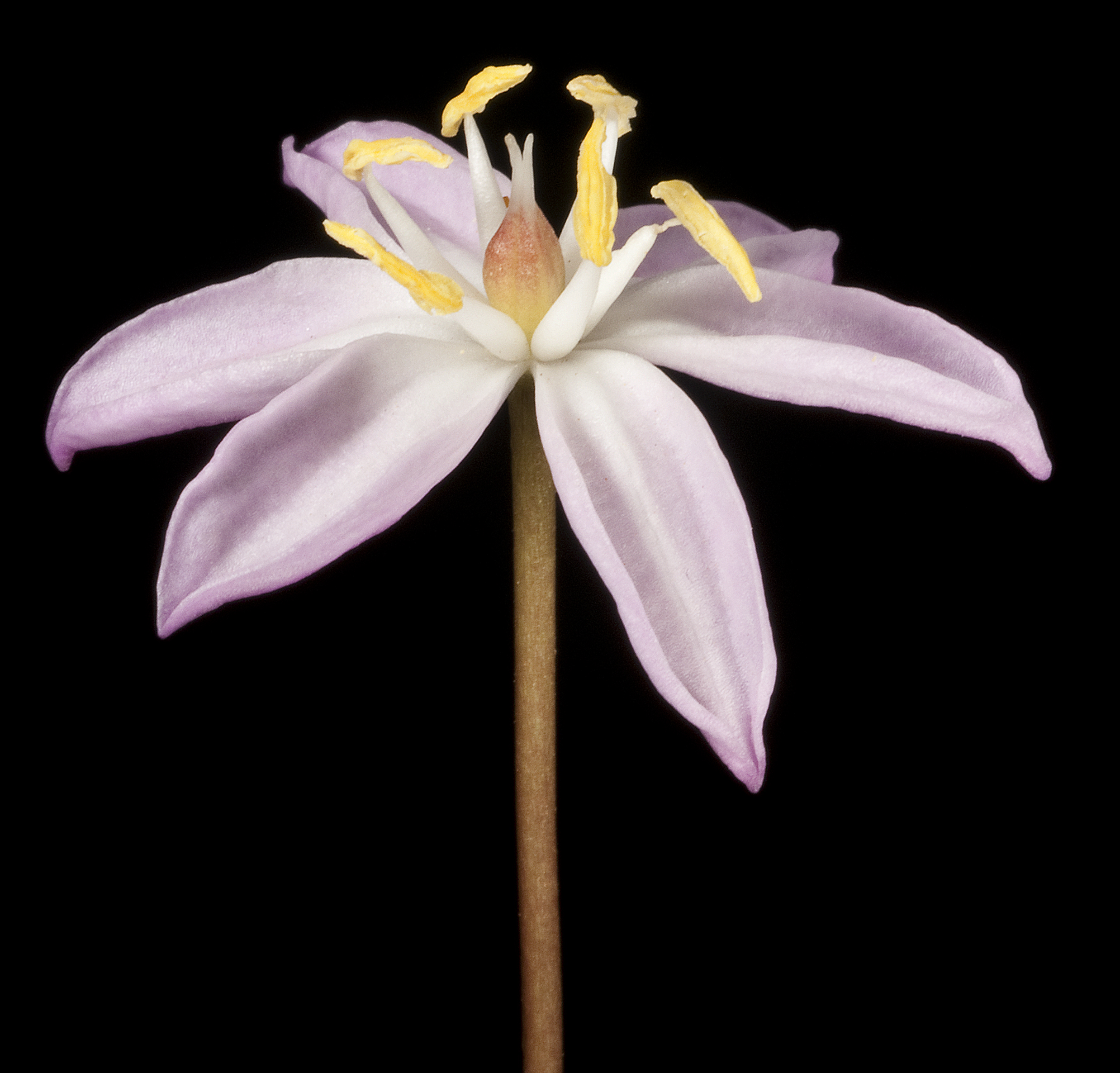
Burchardia monantha
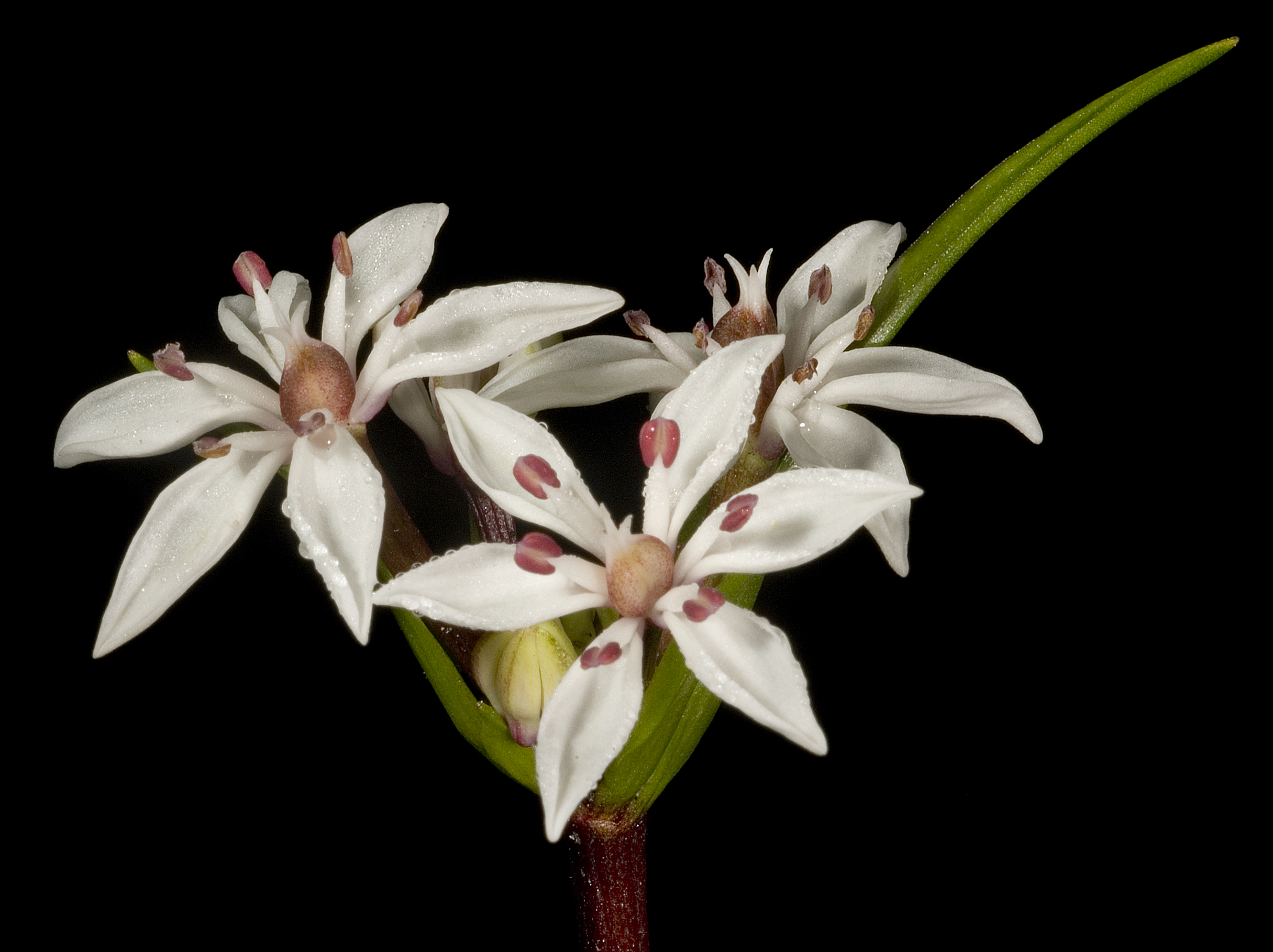
Burchardia multiflora